# Прачиця
Прачиця (пол. Pracica) — гірська річка в Польщі, у Вадовицькому повіті Малопольського воєводства. Ліва притока Вепржувки, (басейн Балтійського моря).

## Опис
Довжина річки 6,65 км, найкоротша відстань між витоком і гирлом — 3,78  км, коефіцієнт звивистості річки — 1,76 ; площа басейну водозбору 12,21  км². Формується безіменними струмками.

## Розташування
Бере початок на північно-східних схилах вершини Мадогори (910) на висоті 880 м над рівнем моря (гміна Андрихув). Тече переважно на північний захід і у селі Жикі впадає у річку Вепржувку, ліву притоку Скави. У присілку Працяки села Жикі на правому березі річки розташована дитяча зона відпочинку «Магічне поселення».